# Nekrolog 1. Quartal 1982
Nekrolog
◄◄
| ◄
| 1978
| 1979
| 1980
| 1981
| 1982 | 1983 | 1984 | 1985 | 1986 | ► | ►►
1. Quartal |
2. Quartal |
3. Quartal |
4. Quartal 1982
Weitere Ereignisse | Allgemeiner Nekrolog 1982
Die Beschreibung der verstorbenen Person sollte so kurz wie möglich gehalten sein und nur deren signifikante Tätigkeit(en) enthalten.
Neue Namen ggf. auch unter dem Geburts- und Sterbedatum, also etwa unter 1. Januar und im Geburts- und Sterbejahr (2024) eintragen (nur bei entsprechender großer Wichtigkeit). Für Beispiele siehe die schon vorhandenen Artikel.
Außerdem über die fünf zuletzt Verstorbenen, zu denen es einen ausreichend guten Artikel für eine Präsentation auf der Hauptseite gibt, nach der todesbedingten Überarbeitung der Artikel ggf. auch unter Wikipedia Diskussion:Hauptseite informieren und sie am besten auch in den anderen Wikipedia-Sprachversionen eintragen. Tipp: Regelmäßig bei news.google.de nach „ist tot“, „gestorben“ oder „verstorben“ suchen.
Wenn eine Person gestorben ist, gibt es viele Seiten zu dieser Person in der Wikipedia, die davon auch betroffen sind und entsprechend aktualisiert werden müssen. Beispiele: Namenübersichtsseite, Geburtsjahr, Geburtsort-Seiten und viele mehr.
Wie finde ich die betroffenen Seiten?
Im Suchfeld auf der linken Seite gibt man den Suchbegriff so ein: „Vorname Nachname“. Dann klickt man auf Volltext und alle Seiten mit entsprechendem Suchtext werden aufgerufen. Hier sieht man dann schnell, wo auch das Todesjahr Sinn macht oder sogar ein Teil des Artikels angepasst werden muss. Auch hilft das „Werkzeug“ auf der linken Seite sehr gut, um solche Seiten aufzufinden: „Links auf diese Seite“. Somit ist die Wikipedia wieder aktuell in allen Bereichen! Hinweis: bei Eintragung der Kategorie „Gestorben JAHR“ wird der Missbrauchsfilter 49 ausgelöst, was jedoch nicht schlimm ist. Siehe: Spezial:Missbrauchsfilter/49
Dies ist eine Liste von im ersten Quartal 1982 verstorbenen bekannten Persönlichkeiten. Die Einträge erfolgen innerhalb der einzelnen Daten alphabetisch sortiert. Tiere sind im Nekrolog für Tiere zu finden.

## Januar
| Tag        | Name                                       | Beruf, bekannt als                                                                                              | Alter | Beleg |
| ---------- | ------------------------------------------ | --- | ----- | ----- |
| 1. Januar  | Maria Aebersold                            | Schweizer Schriftstellerin und Journalistin                                                                     | 73    |       |
| 1. Januar  | Ernst Ammann                               | deutscher Bühnenbildner und Schauspieler                                                                        | 53    |       |
| 1. Januar  | Estella Blain                              | französische Schauspielerin                                                                                     | 51    |       |
| 1. Januar  | Victor Buono                               | US-amerikanischer Schauspieler                                                                                  | 43    |       |
| 1. Januar  | Oscar Düby                                 | Schweizer Jurist, Filmproduzent und Produktionsleiter                                                           | 77    |       |
| 1. Januar  | John Fanning                               | irischer Politiker (Fianna Fáil)                                                                                | 78    |       |
| 1. Januar  | Franz Fendt                                | deutscher Lehrer und Politiker (SPD), MdL                                                                       | 89    |       |
| 1. Januar  | Michael Hilliard                           | irischer Politiker (Fianna Fáil)                                                                                | 78    |       |
| 1. Januar  | Othmar Jaindl                              | österreichischer Bildhauer                                                                                      | 70    |       |
| 1. Januar  | Joseph Köstner                             | österreichischer Geistlicher, Bischof von Gurk (1945–1982)                                                      | 75    |       |
| 1. Januar  | Kálmán Marvalits                           | ungarischer Diskuswerfer                                                                                        | 80    |       |
| 1. Januar  | Gustav Niemann                             | deutscher Maschinenbauer und Antriebstechniker                                                                  | 82    |       |
| 1. Januar  | Stephanie Pellissier                       | deutsche Pianistin, Organistin und Chorleiterin                                                                 | 88    |       |
| 2. Januar  | Alfred Apsler                              | österreichisch-amerikanischer Pädagoge und Schriftsteller                                                       | 74    |       |
| 2. Januar  | Alfred Aust                                | deutscher Heimatforscher                                                                                        | 89    |       |
| 2. Januar  | Victor Fontan                              | französischer Radrennfahrer                                                                                     | 89    |       |
| 2. Januar  | Tam Galbraith                              | britischer Politiker (Conservative Party)                                                                       | 64    |       |
| 2. Januar  | Tomás Hernández                            | spanischer Fußballspieler                                                                                       | 51    |       |
| 2. Januar  | Norbert Horvatek                           | österreichischer Politiker (SPÖ), Landtagsabgeordneter, Abgeordneter zum Nationalrat                            | 93    |       |
| 2. Januar  | Ludwig Merckle                             | deutscher Unternehmer                                                                                           | 89    |       |
| 2. Januar  | Leo Stern                                  | deutscher Historiker                                                                                            | 80    |       |
| 3. Januar  | Heidi Blomstedt                            | finnische Keramikerin                                                                                           | 70    |       |
| 3. Januar  | Tommy Bryant                               | US-amerikanischer Jazzbassist und Popsänger                                                                     | 51    |       |
| 3. Januar  | Heinz Cavalier                             | deutscher Journalist und Pressewart                                                                             | 80    |       |
| 3. Januar  | Freddie de Clifford                        | britischer Autorennfahrer                                                                                       | 74    |       |
| 3. Januar  | Hermann Czirniok                           | deutscher Politiker (NSDAP)                                                                                     | 78    |       |
| 3. Januar  | Fritz Laband                               | deutscher Fußballspieler                                                                                        | 56    |       |
| 3. Januar  | Tommaso Leccisotti                         | italienischer Benediktiner, Archivar und Historiker                                                             | 86    |       |
| 3. Januar  | Alexander Sergejewitsch Moskaljow          | sowjetischer Flugzeugkonstrukteur                                                                               | 77    |       |
| 3. Januar  | Werner Stiehr                              | deutscher Politiker (NSDAP), MdR, MdL                                                                           | 76    |       |
| 4. Januar  | Konrad Granström                           | schwedischer Turner                                                                                             | 81    |       |
| 4. Januar  | Willi Harwerth                             | deutscher Grafiker und Illustrator                                                                              | 87    |       |
| 4. Januar  | Gorilla Jones                              | US-amerikanischer Boxer im Mittelgewicht                                                                        | 75    |       |
| 4. Januar  | Francisco Maximiano Valdés Subercaseaux    | chilenischer Geistlicher, römisch-katholischer Bischof von Osorno                                               | 73    |       |
| 5. Januar  | Hans Conried                               | US-amerikanischer Synchronsprecher sowie Film-, Fernseh- und Bühnenschauspieler                                 | 64    |       |
| 5. Januar  | Edmund Herring                             | australischer Politiker, Gouverneur von Victoria                                                                | 89    |       |
| 05. Januar | Albert Hulsebosch                          | US-amerikanischer Leichtathlet                                                                                  | 84    |       |
| 5. Januar  | Harvey Lembeck                             | US-amerikanischer Schauspieler                                                                                  | 58    |       |
| 5. Januar  | C. Ramchandra                              | indischer Filmkomponist, Sänger und Schauspieler                                                                | 63    |       |
| 5. Januar  | Marge Singleton                            | US-amerikanische Jazzmusikerin                                                                                  |       |       |
| 6. Januar  | Siegfried Seibt                            | deutscher Schauspieler und Synchronsprecher                                                                     | 61    |       |
| 6. Januar  | Otto Tornau                                | deutscher Pflanzenbauwissenschaftler                                                                            | 95    |       |
| 7. Januar  | Ernst Gerke                                | deutscher Jurist, Gestapo-Mitarbeiter und SS-Führer                                                             | 72    |       |
| 7. Januar  | Juan O’Gorman                              | mexikanischer Architekt und Maler                                                                               | 76    |       |
| 7. Januar  | Max Opitz                                  | deutscher Politiker (KPD, SED), MdR, MdV und Oberbürgermeister                                                  | 91    |       |
| 7. Januar  | Caesar Eugen Wegmann                       | Schweizer Geologe                                                                                               | 85    |       |
| 8. Januar  | Grégoire Aslan                             | armenischer Schauspieler                                                                                        | 73    |       |
| 8. Januar  | Daan de Groot                              | niederländischer Radrennfahrer                                                                                  | 48    |       |
| 8. Januar  | Nikolai Andrejewitsch Lebedew              | russischer Mathematiker                                                                                         | 62    |       |
| 8. Januar  | Hans Egon Petersen                         | deutscher Theologe, Pastor und Propst                                                                           | 60    |       |
| 8. Januar  | Reta Shaw                                  | US-amerikanische Schauspielerin                                                                                 | 69    |       |
| 8. Januar  | Álvaro Yunque                              | argentinischer Dramaturg, Journalist und Schriftsteller                                                         | 92    |       |
| 9. Januar  | Friedrich Ahlfeld                          | deutsch-bolivianischer Bergbau-Ingenieur und Geologe. „Vater der bolivianischen Geologie“                       | 89    |       |
| 9. Januar  | Helmut Erlanger                            | deutschamerikanischer Rechtsanwalt                                                                              | 73    |       |
| 9. Januar  | Gustav Adolf Kulisch                       | deutscher Politiker (NSDAP)                                                                                     | 78    |       |
| 9. Januar  | Friedrich Lösch                            | deutscher Mathematiker                                                                                          | 78    |       |
| 9. Januar  | Georges de Morsier                         | Schweizer Neurologe und Psychiater                                                                              | 87    |       |
| 9. Januar  | Vido Musso                                 | US-amerikanischer Tenorsaxophonist, Klarinettist, Bandleader und Arrangeur                                      | 68    |       |
| 9. Januar  | Konstantin Scharenberg                     | US-amerikanischer Hochschullehrer, Professor für Neuropathologie                                                | 89    |       |
| 10. Januar | Fritz Bräun                                | deutscher Ringer                                                                                                | 78    |       |
| 10. Januar | Neil Dewar                                 | schottischer Fußballspieler                                                                                     | 73    |       |
| 10. Januar | Mohamed Helmy                              | ägyptischer Arzt und Gerechter unter den Völkern                                                                | 80    |       |
| 10. Januar | Paul Lynde                                 | US-amerikanischer Schauspieler und Komiker                                                                      | 55    |       |
| 11. Januar | John L. Barker Sr.                         | US-amerikanischer Polizist und Erfinder                                                                         | 69    |       |
| 11. Januar | Bruno Diekmann                             | deutscher Politiker (SPD), MdL, Ministerpräsident des Landes Schleswig-Holstein, MdB                            | 84    |       |
| 11. Januar | Michael von Godin                          | deutscher Polizist                                                                                              | 85    |       |
| 11. Januar | Jirō Horikoshi                             | japanischer Flugzeugkonstrukteur                                                                                | 78    |       |
| 11. Januar | Hans Kramer                                | deutscher Oberforstmeister                                                                                      | 85    |       |
| 11. Januar | Marta Linz                                 | ungarisch-deutsche Violinistin, Pianistin, Dirigentin und Komponistin                                           | 83    |       |
| 11. Januar | Riccardo Pallottini                        | italienischer Kameramann                                                                                        | 73    |       |
| 11. Januar | Fritz Ruhemann                             | deutscher Architekt                                                                                             | 90    |       |
| 11. Januar | Karl Spreng                                | deutscher Jurist, Richter am deutschen Bundesgerichtshof (1956–1972)                                            | 77    |       |
| 11. Januar | Rosa Weiser                                | österreichische Architektin                                                                                     | 84    |       |
| 12. Januar | Jacob Maarten van Bemmelen                 | niederländischer Rechtswissenschaftler                                                                          | 83    |       |
| 12. Januar | Richard Fichte                             | deutscher Geschäftsmann, Schriftsteller und Essayist                                                            | 85    |       |
| 12. Januar | Gustav Guanella                            | Schweizer Elektroingenieur und Erfinder                                                                         | 72    |       |
| 12. Januar | Emil Hass Christensen                      | dänischer Schauspieler                                                                                          | 78    |       |
| 12. Januar | Herbert Kittelmann                         | deutscher Militär, Offizier der Volkspolizei, des MfS und der NVA                                               | 66    |       |
| 12. Januar | Marie Rosenberg                            | österreichisch-britische Biologin                                                                               | 74    |       |
| 12. Januar | Edith Weigert                              | deutsche Psychoanalytikerin                                                                                     | 87    |       |
| 13. Januar | Marcel Camus                               | französischer Regisseur                                                                                         | 69    |       |
| 13. Januar | Walter Pogge van Ranken                    | deutscher Schriftsteller                                                                                        | 68    |       |
| 13. Januar | Bernhard Reismann                          | deutscher Politiker (Zentrum), MdL, MdB                                                                         | 78    |       |
| 13. Januar | Kurt Seifert                               | deutscher Maler und Grafiker                                                                                    | 61    |       |
| 14. Januar | Carl Budich                                | deutscher Pädagoge und niederdeutscher Schriftsteller                                                           | 77    |       |
| 14. Januar | Ernst Dubach                               | Schweizer Radrennfahrer                                                                                         | 100   |       |
| 14. Januar | Werny Engelhardt                           | deutscher Musiker, Komponist, Bearbeiter und Kapellenleiter                                                     |       |       |
| 14. Januar | Juan José Espinosa San Martín              | spanischer Politiker                                                                                            | 63    |       |
| 14. Januar | Walfried Winkler                           | deutscher Motorradrennfahrer                                                                                    | 77    |       |
| 15. Januar | John Jarman                                | US-amerikanischer Politiker                                                                                     | 66    |       |
| 15. Januar | James Kenney                               | britischer Schauspieler                                                                                         | 51    |       |
| 15. Januar | Rudolf Thaut                               | deutscher baptistischer Geistlicher, Präsident der Europäisch-Baptistischen Föderation und Vizepräsident des... | 66    |       |
| 16. Januar | Astrid Berwald                             | schwedische Pianistin und Musikpädagogin                                                                        | 95    |       |
| 16. Januar | Ali Daschti                                | iranischer schiitischer Gelehrter, Journalist und Mitglied der Edalat-Partei (Gerechtigkeitspartei) im Iran     |       |       |
| 16. Januar | Marcel Francisci                           | korsischer Mafia-Pate                                                                                           |       |       |
| 16. Januar | Vera Green                                 | US-amerikanische Anthropologin                                                                                  | 53    |       |
| 16. Januar | George Pargiter, Baron Pargiter            | britischer Politiker (Labour Party)                                                                             | 84    |       |
| 16. Januar | Ramón J. Sender                            | spanischer Schriftsteller und Journalist                                                                        | 80    |       |
| 16. Januar | Anton Tiefenthaler                         | österreichischer Maler                                                                                          | 52    |       |
| 17. Januar | Joachim Burfeindt                          | deutscher Politiker (DP), MdL                                                                                   | 90    |       |
| 17. Januar | Luis Egger                                 | italienischer Südtiroler Attentäter und Schütze                                                                 | 60    |       |
| 17. Januar | Fritz Melis                                | deutscher Bildhauer                                                                                             | 68    |       |
| 17. Januar | Johannes Pedersen                          | dänischer Turner                                                                                                | 89    |       |
| 17. Januar | Herbert Richardson                         | kanadischer Ruderer                                                                                             | 78    |       |
| 17. Januar | Theo Salzman                               | US-amerikanischer Cellist                                                                                       | 74    |       |
| 17. Januar | Warlam Tichonowitsch Schalamow             | russischer Schriftsteller und Dissident                                                                         | 74    |       |
| 17. Januar | Osvaldo Zubeldía                           | argentinischer Fußballspieler                                                                                   | 54    |       |
| 17. Januar | Yetta Zwerling                             | austroamerikanische Schauspielerin und Sängerin                                                                 | 87    |       |
| 18. Januar | Nérée Arsenault                            | kanadischer Politiker                                                                                           | 70    |       |
| 18. Januar | Joseph Bopp                                | Schweizer Flötist und Komponist                                                                                 | 73    |       |
| 18. Januar | Clarence G. Burton                         | US-amerikanischer Politiker                                                                                     | 95    |       |
| 18. Januar | Hermann Fricke                             | deutscher Literaturhistoriker, Journalist und Verwaltungsbeamter                                                | 86    |       |
| 18. Januar | Jusuf Gërvalla                             | jugoslawischer Aktivist, Musiker, Autor und Journalist                                                          | 36    |       |
| 18. Januar | Huang Xianfan                              | chinesischer Historiker, Anthropologe und Pädagoge                                                              | 82    |       |
| 19. Januar | Roland H. Del Mar                          | US-amerikanischer Offizier, Generalmajor der US-Army                                                            | 73    |       |
| 19. Januar | Roy Goodall                                | englischer Fußballspieler und -trainer                                                                          | 79    |       |
| 19. Januar | Sándor Haraszti                            | ungarischer kommunistischer Politiker und Journalist                                                            | 84    |       |
| 19. Januar | Elis Regina                                | brasilianische Sängerin                                                                                         | 36    |       |
| 19. Januar | Leopold Trepper                            | polnischer Kommunist, Widerstandskämpfer und Publizist                                                          | 77    |       |
| 19. Januar | Fritz Wagner                               | deutscher Schauspieler und Hörspielsprecher                                                                     | 66    |       |
| 19. Januar | Fritz Wetzel                               | deutscher Fußballspieler                                                                                        | 87    |       |
| 19. Januar | Marya Zaturenska                           | US-amerikanische Autorin                                                                                        | 79    |       |
| 20. Januar | Akazawa Masamichi                          | japanischer Politiker (LDP)                                                                                     | 74    |       |
| 20. Januar | Marc Demeyer                               | belgischer Radrennfahrer                                                                                        | 31    |       |
| 20. Januar | Max Dieckhoff                              | deutscher Althistoriker                                                                                         | 86    |       |
| 20. Januar | Anna Haag                                  | deutsche Schriftstellerin, Pazifistin, Politikerin (SPD), MdL und Frauenrechtlerin                              | 93    |       |
| 20. Januar | Johan Ranneft                              | niederländischer Admiral                                                                                        | 95    |       |
| 20. Januar | Karl Stumpp                                | deutscher Ethnograf                                                                                             | 85    |       |
| 21. Januar | Humphrey Davy Findley Kitto                | britischer Altphilologe                                                                                         | 84    |       |
| 21. Januar | Käthe Lettner                              | österreichische Skirennläufer                                                                                   | 75    |       |
| 21. Januar | Adalberto Sena                             | brasilianischer Politiker, Bundessenator                                                                        | 80    |       |
| 21. Januar | Hans Tröger                                | deutscher Offizier, zuletzt Generalleutnant im Zweiten Weltkrieg                                                | 85    |       |
| 22. Januar | Alfons Dorfner                             | österreichischer Kanute                                                                                         | 70    |       |
| 22. Januar | Hans Fidesser                              | österreichischer Opernsänger (Bariton/Tenor) und Schauspieler                                                   | 82    |       |
| 22. Januar | Eduardo Frei Montalva                      | chilenischer Politiker                                                                                          | 71    |       |
| 22. Januar | Robert Pavlicek                            | österreichischer Fußballspieler und -trainer                                                                    | 69    |       |
| 22. Januar | Tommy Tucker                               | US-amerikanischer Blues-Sänger und Pianist                                                                      | 48    |       |
| 22. Januar | Josef Vogel                                | deutscher Politiker (CDU) und Abgeordneter des Hessischen Landtags                                              | 88    |       |
| 23. Januar | Maria Archer                               | portugiesische Schriftstellerin und Aktivistin                                                                  | 83    |       |
| 23. Januar | Elisabeth Bonnemann                        | deutsche Politikerin (CDU), MdL                                                                                 | 78    |       |
| 23. Januar | Trude Graef                                | deutsche Malerin                                                                                                | 84    |       |
| 23. Januar | Bjarne Johnsen                             | norwegischer Fußballspieler                                                                                     | 84    |       |
| 24. Januar | Karol Borsuk                               | polnischer Mathematiker                                                                                         | 76    |       |
| 24. Januar | Maximilian Florian                         | österreichischer Maler                                                                                          | 80    |       |
| 24. Januar | Clarence Horning                           | US-amerikanischer Footballspieler                                                                               | 89    |       |
| 24. Januar | Karl Leitl                                 | oberösterreichischer Ziegel-Industrieller                                                                       | 57    |       |
| 24. Januar | Philipp Olkus                              | deutscher Architekt                                                                                             | 90    |       |
| 24. Januar | Alfredo Ovando Candía                      | bolivianischer Oberbefehlshaber und Präsident                                                                   | 63    |       |
| 24. Januar | Fernando Sánchez Polack                    | spanischer Schauspieler                                                                                         | 61    |       |
| 24. Januar | Hans Schütz                                | deutscher Politiker (DCSV/CSU), MdB (1949–1963) sowie Arbeits- und Sozialminister in Bayern                     | 80    |       |
| 24. Januar | Julian Snow, Baron Burntwood               | britischer Politiker (Labour), Mitglied des House of Commons                                                    | 71    |       |
| 24. Januar | Heinrich Zurbriggen                        | Schweizer Offizier und Skisportler                                                                              |       |       |
| 25. Januar | Edwin B. Dooley                            | US-amerikanischer Politiker                                                                                     | 76    |       |
| 25. Januar | Hans Eberling                              | deutscher Gewerkschafter und Politiker, MdV, Parteisekretär (SPD/KPD/SPD)                                       | 76    |       |
| 25. Januar | Michail Andrejewitsch Suslow               | sowjetischer Politiker und enger Mitarbeiter Stalins                                                            | 79    |       |
| 26. Januar | Johann Hagenauer                           | österreichischer Kaufmann und Politiker (ÖVP), Abgeordneter zum Nationalrat                                     | 72    |       |
| 26. Januar | Hans-Joachim Margull                       | deutscher Missionswissenschaftler                                                                               | 56    |       |
| 27. Januar | Alexander Abusch                           | deutscher Journalist, Schriftsteller und Politiker (SED), MdV                                                   | 79    |       |
| 27. Januar | Teodoro Capriles                           | venezolanischer Radrennfahrer                                                                                   | 81    |       |
| 27. Januar | Guido Colonna di Paliano                   | italienischer Diplomat und EG-Kommissar                                                                         | 73    |       |
| 27. Januar | Árpád Gerecs                               | ungarischer Chemiker                                                                                            | 78    |       |
| 27. Januar | Fritz Hahn                                 | deutscher SA-Führer                                                                                             | 75    |       |
| 27. Januar | Per Holmström                              | schwedischer Schwimmer                                                                                          | 80    |       |
| 27. Januar | Han Langen                                 | chinesischer Schauspieler und Filmregisseur                                                                     | 72    |       |
| 27. Januar | Bruno Kaiser                               | deutscher Germanist                                                                                             | 70    |       |
| 27. Januar | Colin M. Kraay                             | britischer Numismatiker                                                                                         | 63    |       |
| 27. Januar | Bruno Sivilotti                            | französischer Radrennfahrer                                                                                     | 45    |       |
| 27. Januar | Daniel Sundén-Cullberg                     | schwedischer Segler                                                                                             | 74    |       |
| 27. Januar | Eberhard Wenzel                            | deutscher Kirchenmusiker und Komponist                                                                          | 85    |       |
| 28. Januar | Werner Gross                               | deutscher Kunsthistoriker                                                                                       | 80    |       |
| 28. Januar | Veli Merikoski                             | finnischer Jurist, Hochschullehrer und Politiker (Volkspartei Finnlands)                                        | 77    |       |
| 28. Januar | Hans Sprung                                | deutscher Motorradrennfahrer                                                                                    | 81    |       |
| 28. Januar | Hans Ummen                                 | deutscher Politiker (NSDAP), MdR, MdL                                                                           | 87    |       |
| 28. Januar | Renato Zanone                              | italienischer Radrennfahrer                                                                                     | 78    |       |
| 29. Januar | Karl Grauer                                | deutscher Politiker (CDU), MdL                                                                                  | 57    |       |
| 29. Januar | Boubou Hama                                | nigrischer Politiker und Intellektueller                                                                        |       |       |
| 29. Januar | Ōtsuka Hironori                            | japanischer Karateka, Begründer der Karate-Stilrichtung Wado-Ryu                                                | 89    |       |
| 29. Januar | Raúl Schiaffino                            | uruguayischer Fußballspieler                                                                                    | 58    |       |
| 29. Januar | Roger Stanier                              | kanadischer Mikrobiologe                                                                                        | 65    |       |
| 29. Januar | Werner Stichling                           | deutscher Konteradmiral der Kriegsmarine                                                                        | 86    |       |
| 30. Januar | Alfredo Attadía                            | argentinischer Bandoneonist, Bandleader, Arrangeur und Komponist                                                | 68    |       |
| 30. Januar | Viggo Dibbern                              | dänischer Turner                                                                                                | 81    |       |
| 30. Januar | Wiktor Michailowitsch Gluschkow            | sowjetisch-ukrainischer Mathematiker                                                                            | 58    |       |
| 30. Januar | Zdzisław Grudzień                          | polnischer Politiker (PZPR)                                                                                     | 57    |       |
| 30. Januar | Stanley Holloway                           | britischer Schauspieler                                                                                         | 91    |       |
| 30. Januar | Lightnin’ Hopkins                          | US-amerikanischer Country Blues Gitarrist                                                                       | 69    |       |
| 30. Januar | Archibald DeB. Johnson                     | US-amerikanischer Manager                                                                                       | 83    |       |
| 30. Januar | Werner Kroll                               | deutscher Sänger, Kabarettist und Schauspieler                                                                  | 68    |       |
| 30. Januar | Helen M. Lynd                              | US-amerikanische Soziologin                                                                                     | 95    |       |
| 30. Januar | Wilhelm Maurer                             | deutscher evangelischer Theologe und Kirchenhistoriker                                                          | 81    |       |
| 30. Januar | Frances Belle O’Connor                     | US-amerikanische Filmschauspielerin und Zirkuskünstlerin                                                        | 67    |       |
| 30. Januar | Hans Hermann Schaufuß                      | deutscher Schauspieler                                                                                          | 88    |       |
| 30. Januar | Günther Scherer                            | deutscher Anglist und Sprachwissenschaftler                                                                     | 80    |       |
| 30. Januar | Ludwig Schmid-Wildy                        | bayerischer Volksschauspieler, Regisseur, Autor und Erfinder                                                    | 85    |       |
| 31. Januar | Panagiotis Bratsiotis                      | griechischer Theologieprofessor und Mitglied der Akademie von Athen                                             |       |       |
| 31. Januar | Peter Ritchie Calder, Baron Ritchie-Calder | britischer Journalist und Friedensaktivist                                                                      | 75    |       |
| 31. Januar | Georg Hummitzsch                           | deutscher Maler                                                                                                 | 83    |       |
| 31. Januar | Riccardo Nielsen                           | italienischer Komponist und Musikwissenschaftler                                                                | 73    |       |
| 31. Januar | Florindo Sassone                           | argentinischer Tangogeiger, Bandleader und Tangokomponist                                                       | 70    |       |
| 31. Januar | Wilfried Sätty                             | deutscher Grafiker der Hippie- und Beat Generation                                                              | 42    |       |
| 31. Januar | Heinz Stöber                               | deutscher Radrennfahrer                                                                                         | 61    |       |
| 31. Januar | Agnes Sligh Turnbull                       | US-amerikanische Schriftstellerin und Lehrerin                                                                  | 93    |       |
| Januar     | Anton-Hermann Chroust                      | deutsch-US-amerikanischer Jurist, Philosoph und Historiker                                                      |       |       |
| Januar     | Al Kavelin                                 | US-amerikanischer Bigband-Leader                                                                                | 78    |       |
| Januar     | Francis E. Kelly                           | US-amerikanischer Politiker                                                                                     | 78    |       |
| Januar     | William Scharsmith                         | US-amerikanischer Arzt und Ehrenbürger von Speyer                                                               | 99    |       |
| Januar     | Margarete Turnowsky-Pinner                 | deutsch-israelische Sozialarbeiterin und Autorin                                                                | 97    |       |

## Februar
| Tag         | Name                         | Beruf, bekannt als                                                                                              | Alter | Beleg |
| ----------- | ---------------------------- | --- | ----- | ----- |
| 1. Februar  | Benjamin de Almeida Sodré    | brasilianischer Admiral, Fußballnationalspieler und Pfadfinder                                                  | 89    |       |
| 1. Februar  | Eilert Bøhm                  | norwegischer Turner                                                                                             | 81    |       |
| 1. Februar  | Hans Bund                    | deutscher Pianist, Dirigent und Komponist im Bereich der Unterhaltungsmusik                                     | 83    |       |
| 01. Februar | Ernests Mālers               | lettischer Radrennfahrer                                                                                        | 78    |       |
| 1. Februar  | Raghunath Murmu              | indischer Schriftentwickler, Erfinder der Schrift Ol Chiki                                                      | 76    |       |
| 1. Februar  | Karl Suessdorf               | US-amerikanischer Komponist                                                                                     | 70    |       |
| 1. Februar  | Erwin Vierow                 | deutscher Offizier und General der Infanterie                                                                   | 91    |       |
| 02. Februar | Said Boualam                 | französischer Offizier und Politiker                                                                            | 75    |       |
| 2. Februar  | Paulino Frydman              | argentinischer Schachmeister polnischer Herkunft                                                                | 76    |       |
| 2. Februar  | Karl Hanft                   | österreichischer Schauspieler und Sprecher                                                                      | 77    |       |
| 2. Februar  | Otto Ites                    | deutscher Marineoffizier                                                                                        | 63    |       |
| 2. Februar  | Jean Leulliot                | französischer Sportjournalist und Radsportorganisator                                                           | 70    |       |
| 2. Februar  | Antenor Patiño               | bolivianischer Unternehmer und Diplomat                                                                         | 85    |       |
| 2. Februar  | Karl Schultes                | deutscher Jurist und Parteifunktionär (SPD/SAP/KPD/SED)                                                         | 72    |       |
| 2. Februar  | Mohan Lal Sukhadia           | indischer Politiker                                                                                             | 65    |       |
| 3. Februar  | František Fišera             | tschechoslowakischer Skilangläufer                                                                              | 81    |       |
| 3. Februar  | Alfred Huber                 | Schweizer Bildhauer                                                                                             | 73    |       |
| 3. Februar  | Fritz Rang                   | SS-Standartenführer und Kriminaldirektor                                                                        | 82    |       |
| 3. Februar  | Ludwig Winter                | deutscher Politiker (SPD)                                                                                       | 74    |       |
| 4. Februar  | Sue Carol                    | US-amerikanische Schauspielerin und Talentagentin                                                               | 75    |       |
| 4. Februar  | Hermann Goepfert             | deutscher Maler und Objektkünstler                                                                              | 55    |       |
| 4. Februar  | Alex Harvey                  | schottischer Rockmusiker                                                                                        | 46    |       |
| 4. Februar  | Christine Höger              | deutsche Politikerin (SPD), Mitglied der Stadtverordnetenversammlung von Groß-Berlin                            | 80    |       |
| 4. Februar  | Konrad Morgen                | promovierter deutscher Jurist, SS-Sturmbannführer und SS-Richter                                                | 72    |       |
| 5. Februar  | Hans Atmer                   | deutscher Architekt                                                                                             | 88    |       |
| 5. Februar  | Arthur Geiss                 | deutscher Motorradrennfahrer                                                                                    | 78    |       |
| 5. Februar  | Siegfried Gliewe             | deutscher Schriftsteller                                                                                        | 79    |       |
| 5. Februar  | Willy Henke                  | politischer Funktionär                                                                                          | 79    |       |
| 5. Februar  | Wies Moens                   | flämischer Schriftsteller                                                                                       | 84    |       |
| 5. Februar  | Dolores Moran                | US-amerikanische Schauspielerin                                                                                 | 58    |       |
| 5. Februar  | Antero Ojala                 | finnischer Eisschnellläufer                                                                                     | 65    |       |
| 5. Februar  | Klaus von Rautenfeld         | deutscher Kameramann                                                                                            | 72    |       |
| 5. Februar  | Hans Schultz                 | deutscher Veterinärmediziner sowie Hochschullehrer                                                              | 83    |       |
| 6. Februar  | Gallus Berger                | Schweizer Politiker                                                                                             | 78    |       |
| 6. Februar  | Walter Freytag               | deutscher Generalmajor der Wehrmacht im Zweiten Weltkrieg, Generalmajor der Volkspolizei                        | 89    |       |
| 6. Februar  | Ben Nicholson                | britischer Maler und Objektkünstler                                                                             | 87    |       |
| 7. Februar  | Franz-Georg Guizetti         | deutscher Fabrikant und Politiker (CDU)                                                                         | 80    |       |
| 7. Februar  | Otto Petri                   | deutscher Leichtathlet                                                                                          | 79    |       |
| 7. Februar  | Franz Raidt                  | deutscher Ministerialbeamter                                                                                    | 85    |       |
| 7. Februar  | Joseph Reinhardt             | französischer Gitarrist                                                                                         | 69    |       |
| 7. Februar  | Heinz Reise                  | deutscher Verleger und Heraldiker                                                                               | 68    |       |
| 7. Februar  | Ilmar Tammelo                | estnischer Rechtsphilosoph                                                                                      | 64    |       |
| 8. Februar  | Kurt Edelhagen               | deutscher Jazz-Musiker und Bigband-Leader                                                                       | 61    |       |
| 8. Februar  | Werner Fürbringer            | deutscher Marineoffizier                                                                                        | 93    |       |
| 8. Februar  | Hermann Rauschning           | deutscher Musikwissenschaftler und Politiker (NSDAP)                                                            | 94    |       |
| 8. Februar  | Willy Rumpf                  | deutscher Politiker (KPD, SED), MdV und Minister für Finanzen der DDR                                           | 78    |       |
| 8. Februar  | Lauri Virtanen               | finnischer Leichtathlet                                                                                         | 77    |       |
| 8. Februar  | John Hay Whitney             | US-amerikanischer Unternehmer und Verleger                                                                      | 77    |       |
| 9. Februar  | Josef Hufnagel               | deutscher Politiker (SPD), MdB                                                                                  | 82    |       |
| 9. Februar  | Phyllis Morris               | britische Schauspielerin                                                                                        | 88    |       |
| 9. Februar  | Dankmar Müller-Frank         | deutscher Schriftsteller, Lyriker und Essayist                                                                  | 60    |       |
| 9. Februar  | Marthe Richard               | französische Politikerin und Prostituierte                                                                      | 92    |       |
| 10. Februar | Georg Arnold-Graboné         | deutscher Maler des Impressionismus                                                                             | 85    |       |
| 10. Februar | Helen Dukas                  | US-amerikanische Einstein-Biographin und Nachlassverwalterin                                                    | 85    |       |
| 10. Februar | Mario Montessori             | italienischer Autor und Reformpädagoge                                                                          | 83    |       |
| 10. Februar | Henrik Nordström             | schwedischer Langstreckenläufer                                                                                 | 90    |       |
| 10. Februar | Margrit Rainer               | Schweizer Schauspielerin                                                                                        | 68    |       |
| 10. Februar | Paul Samson                  | US-amerikanischer Schwimmer und Wasserballspieler                                                               | 76    |       |
| 11. Februar | Andreas Knudsen              | norwegischer Segler und Ruderer                                                                                 | 94    |       |
| 11. Februar | Rolf Krause                  | deutscher Maler                                                                                                 | 73    |       |
| 11. Februar | Erich Maschke                | deutscher Historiker, Hochschullehrer und Professor für Geschichte                                              | 81    |       |
| 11. Februar | Eleanor Powell               | US-amerikanische Tänzerin, Sängerin und Schauspielerin                                                          | 69    |       |
| 11. Februar | Takashi Shimura              | japanischer Schauspieler                                                                                        | 76    |       |
| 12. Februar | Dale Alderson                | US-amerikanischer Baseballspieler                                                                               | 63    |       |
| 12. Februar | Helmut Frohne                | deutscher Politiker (SPD), MdL                                                                                  | 61    |       |
| 12. Februar | Victor Jory                  | kanadischer Filmschauspieler                                                                                    | 79    |       |
| 12. Februar | Karl Kohlbecker              | deutscher Architekt                                                                                             | 76    |       |
| 12. Februar | Nikolai Iwanowitsch Trufanow | sowjetischer General, Militärbefehlshaber von Leipzig                                                           | 81    |       |
| 13. Februar | Otto Bernhard Clausen        | deutscher Politiker (NSDAP) und Kreisleiter                                                                     | 75    |       |
| 13. Februar | Chiemi Eri                   | japanische Schauspielerin und Sängerin                                                                          | 45    |       |
| 13. Februar | Erich Kunter                 | deutscher Schriftsteller                                                                                        | 84    |       |
| 13. Februar | Archangelus Löslein          | deutscher Geistlicher, Kapuzinerpater und Begründer der katholischen Jugendfreizeiten am Buchschirm bei Hild... | 78    |       |
| 13. Februar | Frank Séchehaye              | Schweizer Fußballtorhüter                                                                                       | 74    |       |
| 13. Februar | Zeng Jinlian                 | chinesisches Mädchen, größte Frau der neueren Geschichte                                                        | 17    |       |
| 13. Februar | Paul Wahl                    | deutscher Gewichtheber                                                                                          | 75    |       |
| 14. Februar | Antonio Casas                | spanischer Schauspieler                                                                                         | 70    |       |
| 14. Februar | Rudolf Köppl                 | österreichischer Politiker (SPÖ) und Bezirksvorsteher                                                           | 68    |       |
| 14. Februar | Martin Mende                 | deutscher Unternehmer                                                                                           | 83    |       |
| 14. Februar | W. Lee Wilder                | österreichischstämmiger, US-amerikanischer Unternehmer, Filmregisseur und Filmproduzent                         | 77    |       |
| 14. Februar | Rudolf Wöber                 | österreichischer Langstreckenläufer                                                                             | 70    |       |
| 15. Februar | Yuen Ren Chao                | chinesischer Sprachwissenschaftler                                                                              | 89    |       |
| 15. Februar | Noah Dietrich                | US-amerikanischer Geschäftsmann, Manager                                                                        | 92    |       |
| 15. Februar | Kurt Enoch                   | deutsch-US-amerikanischer Verleger                                                                              | 86    |       |
| 15. Februar | Rudolf Horkheimer            | deutscher Ingenieur und Funktechnikpionier                                                                      | 88    |       |
| 15. Februar | Gerhard Kox                  | deutscher Politiker (CDU), MdA                                                                                  | 70    |       |
| 15. Februar | Karl Rödel                   | deutscher Maler und Lithograf                                                                                   | 74    |       |
| 15. Februar | Herbert Schack               | deutscher Volkswirtschaftsprofessor                                                                             | 88    |       |
| 15. Februar | Waldemar Verner              | deutscher Offizier der Volksmarine und Politiker (SED), MdV                                                     | 67    |       |
| 16. Februar | Hans Brockmann               | deutscher Film- und Theaterschauspieler                                                                         | 88    |       |
| 16. Februar | Heinrich Mauersberger        | deutscher Erfinder in der Textilindustrie                                                                       | 73    |       |
| 16. Februar | Friedrich Rieve              | deutscher Vizeadmiral                                                                                           | 85    |       |
| 16. Februar | Vivion de Valera             | irischer Journalist und Politiker                                                                               | 71    |       |
| 16. Februar | Frank Wels                   | niederländischer Fußballspieler                                                                                 | 72    |       |
| 17. Februar | Begdsiin Jawuuchulan         | mongolischer Schriftsteller                                                                                     |       |       |
| 17. Februar | Wolfgang Junginger           | deutscher Skirennläufer                                                                                         | 30    |       |
| 17. Februar | Helene Meibohm               | deutsche Politikerin (SPD), Gewerkschafterin                                                                    | 88    |       |
| 17. Februar | Thelonious Monk              | US-amerikanischer Jazzmusiker, Pianist und Komponist                                                            | 64    |       |
| 17. Februar | Oskar Paulini                | deutscher Schriftsteller                                                                                        | 75    |       |
| 17. Februar | Hans Konrad Röthel           | deutscher Kunsthistoriker                                                                                       | 72    |       |
| 17. Februar | Werner Sentek                | deutscher Schauspieler                                                                                          | 28    |       |
| 17. Februar | Josef Smektala               | deutscher Politiker (KPD, SPD), MdL                                                                             | 79    |       |
| 17. Februar | Louise Spannring             | österreichische Keramikerin und Unternehmerin                                                                   | 87    |       |
| 17. Februar | Lee Strasberg                | US-amerikanischer Theaterregisseur und Schauspiellehrer, Mitbegründer des 1931 entstandenen „Group Theatre“     | 80    |       |
| 17. Februar | Heinrich Weidemann           | deutscher Filmarchitekt                                                                                         | 83    |       |
| 18. Februar | Carl Wilhelm Hahn            | deutscher Publizist, Historiker, Archivrat und Leiter des Landessippenamtes Schleswig-Holstein im NS-Regime     | 83    |       |
| 18. Februar | Josef Kimmel                 | österreichischer Gendarmeriegeneral und Jurist                                                                  | 84    |       |
| 18. Februar | Ngaio Marsh                  | neuseeländische Schriftstellerin, Schauspielerin und Theaterregisseurin                                         | 86    |       |
| 18. Februar | Paul Jakob Müller            | Schweizer Maler                                                                                                 | 87    |       |
| 18. Februar | Nathaniel Shilkret           | US-amerikanischer Musiker, Komponist, Dirigent und Musikproduzent                                               | 92    |       |
| 19. Februar | Wilhelm Cordier              | deutscher Prediger                                                                                              | 68    |       |
| 19. Februar | Hans Dellbrügge              | deutscher Jurist, Regierungspräsident und SS-Brigadeführer                                                      | 79    |       |
| 19. Februar | Gerhard Leibholz             | deutscher Jurist                                                                                                | 80    |       |
| 19. Februar | Bodo Schütt                  | deutscher Arzt und Schriftsteller                                                                               | 76    |       |
| 19. Februar | Bruno Seidlhofer             | österreichischer Pianist, Organist und Hochschullehrer                                                          | 76    |       |
| 19. Februar | Basilius Steidle             | deutscher Benediktiner, Hochschullehrer und Patrologe                                                           | 78    |       |
| 19. Februar | Rudolf Štrubl                | tschechischer Komponist                                                                                         | 70    |       |
| 19. Februar | Hans Treplin                 | deutscher evangelischer Pastor und Propst                                                                       | 97    |       |
| 20. Februar | Emil Beck                    | deutscher Bauingenieur und hochrangiger Baubeamter im Staatsdienst bei der Deutschen Reichsbahn                 | 94    |       |
| 20. Februar | René Dubos                   | französisch-US-amerikanischer Mikrobiologe und Umweltaktivist                                                   | 81    |       |
| 20. Februar | Arnolfo B. Ferruolo          | US-amerikanischer Romanist und Italianist                                                                       |       |       |
| 20. Februar | Derek Jackson                | britischer Physiker                                                                                             | 75    |       |
| 20. Februar | Karl-Heinz Jettka            | deutscher Politiker (SPD), MdBB                                                                                 | 67    |       |
| 20. Februar | Emil Kraft                   | deutscher Politiker (SPD), MdL                                                                                  | 83    |       |
| 20. Februar | Erhard Nehring               | deutscher Bakteriologe                                                                                          | 90    |       |
| 20. Februar | Isobel Wylie Hutchison       | britische Botanikerin und Forschungsreisende                                                                    | 92    |       |
| 21. Februar | Mischel Cherniavsky          | kanadischer Cellist ukrainischer Herkunft                                                                       |       |       |
| 21. Februar | Ferdinand Mauler             | deutscher Gärtner und Politiker (SPD, CSU), MdL Bayern                                                          | 68    |       |
| 21. Februar | Murray the K                 | US-amerikanischer DJ und Musikproduzent                                                                         | 60    |       |
| 21. Februar | Gershom Scholem              | israelischer Hochschullehrer, Forscher der jüdischen Mystik                                                     | 84    |       |
| 22. Februar | Arie den Arend               | niederländischer Komponist und Organist                                                                         | 79    |       |
| 22. Februar | Andreas Blinkenberg          | dänischer Romanist                                                                                              | 89    |       |
| 22. Februar | John R. Carter               | US-amerikanischer Tontechniker                                                                                  | 74    |       |
| 22. Februar | Josef Carl Knaflitsch        | österreichischer Komponist, Kapellmeister, Klavierbegleiter und Hochschullehrer                                 | 74    |       |
| 22. Februar | Ernst Nellessen              | deutscher katholischer Theologe, Hochschullehrer und Priester                                                   | 53    |       |
| 22. Februar | Karl Nobel                   | deutscher Politiker (SPD), MdL                                                                                  | 77    |       |
| 22. Februar | Saul Kussiel Padover         | US-amerikanischer Historiker und Politikwissenschaftler                                                         | 76    |       |
| 22. Februar | Clare Hayes Timberlake       | US-amerikanischer Diplomat                                                                                      | 74    |       |
| 23. Februar | Stanisław Buczyński          | polnischer Dichter                                                                                              | 69    |       |
| 23. Februar | Herb Cain                    | kanadischer Eishockeyspieler                                                                                    | 68    |       |
| 23. Februar | Anne Kersten                 | deutsche Schauspielerin                                                                                         | 86    |       |
| 23. Februar | Fritz Oeser                  | deutscher Musikwissenschaftler                                                                                  | 70    |       |
| 23. Februar | Paul Rom                     | deutscher Pädagoge, Psychotherapeut, Erziehungsberater und Vertreter der Individualpsychologie                  | 79    |       |
| 23. Februar | Leonid Wassiljewitsch Spirin | sowjetischer Geher und Olympiasieger                                                                            | 49    |       |
| 24. Februar | Virginia Bruce               | US-amerikanische Schauspielerin und Sängerin                                                                    | 71    |       |
| 24. Februar | Ignacio Calle                | kolumbianischer Fußballspieler                                                                                  | 71    |       |
| 24. Februar | Paul Monnier                 | Schweizer Maler                                                                                                 | 74    |       |
| 24. Februar | Hermann Scheuernstuhl        | deutscher Bildhauer                                                                                             | 50    |       |
| 25. Februar | Chao Yuen Ren                | chinesischer Sprachwissenschaftler                                                                              | 89    |       |
| 25. Februar | Ilse Fehling                 | deutsche Bildhauerin, Bühnenbildnerin und Kostümbildnerin                                                       | 85    |       |
| 25. Februar | Donald Hayworth              | US-amerikanischer Politiker                                                                                     | 84    |       |
| 25. Februar | Walter Kaiser                | deutsch-französischer Fußballspieler                                                                            | 74    |       |
| 25. Februar | Hans-Joachim von Merkatz     | deutscher Politiker (DP, CDU), MdB, MdEP                                                                        | 76    |       |
| 25. Februar | Christian Schad              | deutscher Maler                                                                                                 | 87    |       |
| 26. Februar | Reina Torres de Araúz        | panamaische Anthropologin und Ethnographin                                                                      | 49    |       |
| 26. Februar | Walter Bickel                | deutscher Autor und Übersetzer von Fachbüchern der Gastronomie                                                  | 93    |       |
| 26. Februar | Roland von Bohr              | österreichischer Bildhauer                                                                                      | 82    |       |
| 26. Februar | Kinugasa Teinosuke           | japanischer Filmregisseur                                                                                       | 86    |       |
| 26. Februar | Francisco Martínez Soria     | spanischer Schauspieler                                                                                         | 79    |       |
| 26. Februar | Andrei Andrejewitsch Smirnow | sowjetischer Politiker und Diplomat                                                                             | 76    |       |
| 26. Februar | Gábor Szabó                  | ungarischer Jazzgitarrist                                                                                       | 45    |       |
| 26. Februar | Robert-Léon Wagner           | französischer Romanist                                                                                          | 76    |       |
| 27. Februar | Josef Bohnenkamp             | deutscher Politiker                                                                                             | 76    |       |
| 27. Februar | Hermann Klingenberg          | deutscher Politiker (SPD), MdL                                                                                  | 73    |       |
| 27. Februar | Ilse Leutz                   | deutsche Schriftstellerin                                                                                       | 85    |       |
| 27. Februar | Franz Schneeweiß             | österreichischer Maler und Bildhauer                                                                            | 55    |       |
| 27. Februar | Jan Sypniewski               | polnischer Musikwissenschaftler, Jazzkritiker und Autor                                                         | 58    |       |
| 27. Februar | Guy Weisweiller              | französischer Automobilrennfahrer                                                                               | 72    |       |
| 27. Februar | Friedrich Wernicke           | deutscher Bergingenieur                                                                                         | 79    |       |
| 28. Februar | Philip Drucker               | US-amerikanischer Anthropologe                                                                                  | 71    |       |
| 28. Februar | Paul Gränz                   | deutscher Autolackierermeister, Autosattlermeister, Automobilrestaurator und Autor                              | 61    |       |
| 28. Februar | Friedrich Liebling           | österreichischer Psychologe                                                                                     | 88    |       |
| 28. Februar | Richard Stachnik             | deutscher Theologe und Politiker (Zentrum) der Freien Stadt Danzig                                              | 87    |       |
| 28. Februar | Jerzy Zielezinski            | polnisch-amerikanischer Maler und Illustrator                                                                   | 67    |       |
| Februar     | Albert Facey                 | australischer Autor                                                                                             | 87    |       |

## März
| Tag      | Name                                | Beruf, bekannt als                                                                                              | Alter | Beleg |
| -------- | ----------------------------------- | --- | ----- | ----- |
| 1. März  | Otto Carlsson                       | schwedischer Fußballspieler                                                                                     | 80    |       |
| 1. März  | Hans Helmers                        | deutscher Politiker (DVP/DP), MdL                                                                               | 87    |       |
| 1. März  | Emil Lerperger                      | österreichischer Lyriker                                                                                        | 73    |       |
| 1. März  | Walter J. Mahoney                   | US-amerikanischer Rechtsanwalt, Richter und Politiker                                                           | 73    |       |
| 1. März  | T. Vincent Quinn                    | US-amerikanischer Jurist und Politiker                                                                          | 78    |       |
| 1. März  | Frank Sargeson                      | neuseeländischer Schriftsteller                                                                                 | 78    |       |
| 1. März  | Charlie Spivak                      | US-amerikanischer Bigbandleader und Jazztrompeter                                                               | 75    |       |
| 1. März  | Heinrich Vogel                      | deutscher Maler und bildender Künstler                                                                          | 80    |       |
| 2. März  | Philip K. Dick                      | US-amerikanischer Schriftsteller                                                                                | 53    |       |
| 2. März  | Dmitri Wassiljewitsch Naliwkin      | russischer Geologe                                                                                              | 92    |       |
| 2. März  | Maximilian Schubart                 | deutscher Psychologe und Unternehmer                                                                            | 61    |       |
| 2. März  | Joel Zussman                        | israelischer Jurist, Richter                                                                                    | 71    |       |
| 3. März  | Josef Bradl                         | österreichischer Skispringer                                                                                    | 64    |       |
| 3. März  | Martin Fischer                      | deutscher evangelischer Theologe                                                                                | 70    |       |
| 3. März  | Georges Perec                       | französischer Schriftsteller                                                                                    | 45    |       |
| 3. März  | Hans Schmidt                        | deutscher Komponist, Musikpädagoge und Dirigent                                                                 | 79    |       |
| 3. März  | Alan Villiers                       | australischer Seefahrer, Abenteurer, Fotograf und Schriftsteller                                                | 78    |       |
| 3. März  | Vittorio Dalla Volta                | italienischer Mathematiker                                                                                      | 63    |       |
| 3. März  | Kurt Wiedemann                      | deutscher Buchdrucker, Volkswirt und Kulturfunktionär                                                           | 82    |       |
| 3. März  | Eduard Winter                       | österreichischer Historiker und Hochschullehrer                                                                 | 85    |       |
| 4. März  | Willy Busch                         | deutscher Fußballspieler                                                                                        | 75    |       |
| 4. März  | Erwin Grosse                        | deutscher Komponist                                                                                             | 77    |       |
| 4. März  | Douglas Kertland                    | kanadischer Ruderer                                                                                             | 94    |       |
| 5. März  | John Belushi                        | US-amerikanischer Sänger und Schauspieler                                                                       | 33    |       |
| 5. März  | Clifford P. Case                    | US-amerikanischer Politiker                                                                                     | 77    |       |
| 5. März  | Siegfried Denk                      | österreichischer Radrennfahrer                                                                                  | 31    |       |
| 5. März  | Klaus Hansen                        | deutscher Jurist und Politiker (SPD)                                                                            | 42    |       |
| 5. März  | Heinz Heck                          | deutscher Biologe und Zoodirektor in München                                                                    | 88    |       |
| 5. März  | Francisco Antunes Santana           | portugiesischer Geistlicher, römisch-katholischer Bischof von Funchal                                           | 57    |       |
| 5. März  | Gertraud Winkelvoß                  | deutsche Politikerin (DRP, NPD), MdL                                                                            | 65    |       |
| 6. März  | Hans Beckmann                       | deutscher Offizier                                                                                              | 67    |       |
| 6. März  | Nikolai Wassiljewitsch Below        | russischer Mineraloge, Kristallograph und Geochemiker                                                           | 90    |       |
| 6. März  | Karl Hahn                           | deutscher Politiker (CDU), MdB, MdEP                                                                            | 80    |       |
| 6. März  | Ayn Rand                            | US-amerikanische Schriftstellerin und Philosophin russischer Herkunft                                           | 77    |       |
| 6. März  | Gleb Nikolajewitsch Sachodjakin     | sowjetischer Schachkomponist                                                                                    | 69    |       |
| 7. März  | Otto von Bolschwing                 | deutscher SS-Hauptsturmführer und CIA-Agent                                                                     | 72    |       |
| 7. März  | Albert Burkart                      | deutscher Maler                                                                                                 | 83    |       |
| 7. März  | John Hare, 1. Viscount Blakenham    | britischer konservativer Politiker, Mitglied des House of Commons                                               | 71    |       |
| 7. März  | Hans Killian                        | deutscher Chirurg und Hochschullehrer                                                                           | 89    |       |
| 7. März  | Lazar C. Margulies                  | US-amerikanischer Gynäkologe und Geburtshelfer österreichisch-ungarischer Abstammung                            | 87    |       |
| 7. März  | Konrad Wolf                         | deutscher Filmregisseur                                                                                         | 56    |       |
| 7. März  | Johann Wotapek                      | österreichischer Leichtathlet                                                                                   | 73    |       |
| 7. März  | Wilhelm Zentner                     | deutscher Schriftsteller, Dozent und Theater- und Musikkritiker                                                 | 89    |       |
| 8. März  | Rab Butler                          | britischer konservativer Politiker, Mitglied des House of Commons                                               | 79    |       |
| 8. März  | Hanns Löhr                          | deutscher Komponist                                                                                             | 89    |       |
| 8. März  | Walter Plunkett                     | US-amerikanischer Kostümbildner                                                                                 | 79    |       |
| 8. März  | Ursula Volbeding                    | deutsche Opernsängerin                                                                                          | 35    |       |
| 9. März  | Hermann Achenbach                   | deutscher Chorleiter, Gesangspädagoge und Lehrbeauftragter                                                      | 82    |       |
| 9. März  | Götz Fehr                           | deutscher Rotkreuz-Aktivist, Kulturvermittler und Sachbuchautor                                                 | 63    |       |
| 9. März  | Zwi Jehuda Kook                     | israelischer Rabbiner                                                                                           | 90    |       |
| 9. März  | Horst Lipsch                        | deutscher Pädagoge und Schriftsteller                                                                           | 57    |       |
| 9. März  | Leonid Ossipowitsch Utjossow        | sowjetischer Jazz-Sänger                                                                                        | 86    |       |
| 10. März | Erik Larsson                        | schwedischer Skilangläufer                                                                                      | 69    |       |
| 10. März | Shirota Minoru                      | japanischer Bakteriologe und Unternsehmensgründer                                                               | 82    |       |
| 10. März | Hugo Hermann Stinnes                | deutscher Unternehmer                                                                                           | 84    |       |
| 10. März | Tādsch ol-Moluk                     | iranische Königin                                                                                               | 85    |       |
| 10. März | Sepp Thaler                         | italienischer Komponist (Südtirol)                                                                              | 80    |       |
| 10. März | Milo Urban                          | slowakischer Autor                                                                                              | 77    |       |
| 11. März | Edmund Cooper                       | englischer Autor                                                                                                | 55    |       |
| 11. März | Tiberius Fundel                     | deutscher Politiker (CDU), MdL                                                                                  | 84    |       |
| 11. März | Nikolai Petrowitsch Kamanin         | sowjetischer Pilot                                                                                              | 72    |       |
| 11. März | René Nelli                          | französischer Dichter, Romanist, Okzitanist, Historiker und Ethnologe                                           | 76    |       |
| 11. März | Joseph Risser                       | US-amerikanischer Chirurg                                                                                       | 89    |       |
| 12. März | Aleksander Kulisiewicz              | polnischer Journalist und Sänger                                                                                | 63    |       |
| 12. März | Diana Napier                        | britische Schauspielerin                                                                                        | 77    |       |
| 12. März | Johan Wilhelm Rangell               | finnischer Politiker                                                                                            | 87    |       |
| 12. März | Walther Schulz                      | deutscher Prähistoriker                                                                                         | 94    |       |
| 12. März | Elisabeth Zernike                   | niederländische Schriftstellerin                                                                                | 90    |       |
| 13. März | Aurél Bernáth                       | ungarischer Maler                                                                                               | 86    |       |
| 13. März | Adolf Brösamle                      | deutscher Chemiker und Jurist                                                                                   | 77    |       |
| 13. März | Emile Gosselin                      | belgischer Bahnradsportler                                                                                      | 60    |       |
| 13. März | Walter Holsten                      | evangelisch-lutherischer Theologe, Pastor und Hochschullehrer                                                   | 73    |       |
| 13. März | Kurt Kötzsch                        | deutscher Politiker (SPD), MdL                                                                                  | 74    |       |
| 13. März | Marlise Ludwig                      | deutsche Schauspielerin und Schauspiellehrerin                                                                  | 96    |       |
| 13. März | Karl Maisel                         | österreichischer Gewerkschafter und Politiker (SPÖ), Abgeordneter zum Nationalrat                               | 91    |       |
| 13. März | Ivan Mariz                          | brasilianischer Fußballspieler                                                                                  | 71    |       |
| 13. März | Theodore L. Moritz                  | US-amerikanischer Politiker                                                                                     | 90    |       |
| 13. März | Emil Much                           | deutscher Politiker (SPD), MdA                                                                                  | 77    |       |
| 13. März | Fat Man Williams                    | US-amerikanischer Rhythm-&-Blues- und Jazzmusiker (Piano, Gesang)                                               | 61    |       |
| 13. März | Yngve Zotterman                     | schwedischer Neurophysiologe                                                                                    | 83    |       |
| 14. März | Robert Eberan von Eberhorst         | österreichischer Konstrukteur                                                                                   | 79    |       |
| 14. März | Hansjörg Farbmacher                 | österreichischer Skilangläufer und Biathlet                                                                     | 41    |       |
| 14. März | Emil Horn                           | deutscher Politiker (SPD), MdL                                                                                  | 54    |       |
| 14. März | Werner Luckenbach                   | deutscher Apotheker                                                                                             | 82    |       |
| 14. März | Erwin Machunze                      | österreichischer Politiker (ÖVP), Abgeordneter zum Nationalrat                                                  | 70    |       |
| 14. März | Sebastian Pfeifer                   | deutscher Ornithologe                                                                                           | 83    |       |
| 15. März | Turpin Bannister                    | US-amerikanischer Architekturhistoriker                                                                         |       |       |
| 15. März | Hans Wilhelm Bansi                  | deutscher Internist                                                                                             | 82    |       |
| 15. März | Hans Friedrich                      | deutscher Politiker (SPD), MdL Bayern                                                                           | 73    |       |
| 15. März | Hermann Fritz                       | österreichischer Schlosser und Politiker (ÖVP), Abgeordneter zum Nationalrat                                    | 79    |       |
| 15. März | Valther Jensen                      | dänischer Diskuswerfer und Kugelstoßer                                                                          | 94    |       |
| 15. März | Ennio Lorenzini                     | italienischer Dokumentarfilmer                                                                                  |       |       |
| 15. März | Harry Evelyn Dorr Pollock           | US-amerikanischer Anthropologe                                                                                  | 81    |       |
| 16. März | Lucio Marcaccini                    | italienischer Filmregisseur und Drehbuchautor                                                                   | 52    |       |
| 16. März | Walter Rangeley                     | britischer Leichtathlet                                                                                         | 78    |       |
| 16. März | Albert Volk                         | deutscher Maler, Grafiker und Bildhauer                                                                         | 99    |       |
| 16. März | Andrej Žarnov                       | slowakischer Schriftsteller und Mediziner                                                                       | 78    |       |
| 17. März | John Crouse                         | US-amerikanischer Spezialeffektkünstler und Maskenbildner                                                       | 75    |       |
| 17. März | Otto Freundl                        | deutscher Politiker (CSU), MdL                                                                                  | 69    |       |
| 17. März | Berthold Häsler                     | deutscher Klassischer Philologe                                                                                 | 72    |       |
| 17. März | Zygmunt Stępiński                   | polnischer Architekt und Stadtplaner                                                                            | 73    |       |
| 17. März | Elis Wiklund                        | schwedischer Skilangläufer                                                                                      | 72    |       |
| 18. März | Émile Chenard                       | französischer Rennfahrer                                                                                        | 90    |       |
| 18. März | Theo Fitzau                         | deutscher Automobilrennfahrer                                                                                   | 59    |       |
| 18. März | Otto Krayer                         | deutscher Pharmakologe und Toxikologe                                                                           | 82    |       |
| 18. März | Heinz Lindner                       | deutscher Sportfunktionär                                                                                       | 78    |       |
| 18. März | Heinz Parkus                        | österreichischer Physiker und Hochschullehrer                                                                   | 73    |       |
| 18. März | Charles Rampelberg                  | französischer Bahnradsportler                                                                                   | 72    |       |
| 18. März | Hans Schmidt-Gorsblock              | deutsch-dänischer Autor, Lehrer, Landwirt                                                                       | 92    |       |
| 18. März | Patrick Smith                       | irischer Politiker (Sinn Féin sowie Fianna Fáil)                                                                | 80    |       |
| 18. März | Rolf Steffenburg                    | schwedischer Segler                                                                                             | 96    |       |
| 18. März | Wassili Iwanowitsch Tschuikow       | sowjetischer Militärführer und Politiker                                                                        | 82    |       |
| 18. März | Heinrich Wolgast                    | deutscher Politiker (FDP), MdL                                                                                  | 76    |       |
| 19. März | Alan Badel                          | britischer Schauspieler                                                                                         | 58    |       |
| 19. März | Berti Deutsch                       | deutsche Schauspielerin                                                                                         | 62    |       |
| 19. März | Sigi Engl                           | österreichisch-amerikanischer Skirennläufer und Skischulleiter                                                  | 70    |       |
| 19. März | Nikolaus Koch                       | deutscher Zeitungsverleger                                                                                      | 73    |       |
| 19. März | Randy Rhoads                        | US-amerikanischer Rockgitarrist                                                                                 | 25    |       |
| 19. März | Rudolf Trautvetter                  | deutscher General                                                                                               | 90    |       |
| 19. März | Christopher Joseph Weldon           | US-amerikanischer Geistlicher, Bischof von Springfield                                                          | 76    |       |
| 20. März | Roy Fox                             | US-amerikanischer Bandleader und Kornettist                                                                     | 80    |       |
| 20. März | Bally Prell                         | deutsche Vortragskünstlerin und Volkssängerin                                                                   | 59    |       |
| 20. März | Marietta Sergejewna Schaginjan      | sowjetische Schriftstellerin                                                                                    | 93    |       |
| 20. März | Marco Tulli                         | italienischer Schauspieler                                                                                      | 61    |       |
| 20. März | Leonid Borissowitsch Zypkin         | russischer Schriftsteller                                                                                       |       |       |
| 21. März | Mazlum Doğan                        | zazaischer PKK-Kader, Mitglied des Zentralkomitees der PKK                                                      |       |       |
| 21. März | Alexander Michailowitsch Fainzimmer | sowjetischer Regisseur                                                                                          | 75    |       |
| 21. März | Paul Sornik                         | deutscher Pädagoge und Politiker (GB/BHE, GDP), MdL, MdB                                                        | 81    |       |
| 21. März | Friedrich Steffens                  | deutscher Politiker (BDV, DP, CDU), MdBB                                                                        | 76    |       |
| 21. März | Raymond Talleux                     | französischer Ruderer                                                                                           | 81    |       |
| 22. März | Immanuel Birnbaum                   | deutscher Journalist und Publizist                                                                              | 87    |       |
| 22. März | Ralph J. Boettner                   | deutscher Schauspieler und Regisseur sowie Drehbuchautor                                                        | 59    |       |
| 22. März | René Carrière                       | französischer Automobilrennfahrer                                                                               | 71    |       |
| 22. März | Nicolas Farkas                      | ungarischer Kameramann                                                                                          | 91    |       |
| 22. März | Pericle Felici                      | italienischer Kardinal der römisch-katholischen Kirche                                                          | 70    |       |
| 22. März | Bob Foster                          | britischer Motorradrennfahrer                                                                                   | 71    |       |
| 22. März | Philipp Helbach                     | deutscher Politiker (SPD), MdL                                                                                  | 81    |       |
| 22. März | Ludwig Menke                        | deutscher Politiker (CDU), MdL                                                                                  | 95    |       |
| 22. März | Buddy Parker                        | US-amerikanischer Football-Spieler und -Trainer                                                                 | 68    |       |
| 22. März | Josef Stummvoll                     | österreichischer Bibliothekar, Generaldirektor der Österreichischen Nationalbibliothek                          | 79    |       |
| 22. März | Heinrich Voß                        | deutscher Politiker (CDU), MdB                                                                                  | 73    |       |
| 23. März | Vera Balser-Eberle                  | österreichische Schauspielerin                                                                                  | 84    |       |
| 23. März | Sonny Greer                         | US-amerikanischer Jazz-Schlagzeuger in der Band von Duke Ellington                                              | 86    |       |
| 23. März | Mario Praz                          | italienischer Literaturwissenschaftler und Kunsthistoriker                                                      | 85    |       |
| 24. März | Lies Arntzenius                     | niederländische Malerin Zeichnerin und Bildhauerin                                                              | 79    |       |
| 24. März | Rudolf Exler                        | österreichischer Betriebstechniker und Politiker (SPÖ), Abgeordneter zum Nationalrat                            | 76    |       |
| 24. März | Günther von der Forst               | deutscher Marineoffizier und Konteradmiral im Zweiten Weltkrieg                                                 | 84    |       |
| 24. März | Daniel Montorio                     | spanischer Komponist                                                                                            | 78    |       |
| 25. März | Hans Erbring                        | deutscher Chemiker und Hochschullehrer                                                                          | 78    |       |
| 25. März | Hans Hubrig                         | deutscher Unternehmer und Politiker (CDU), MdL, MdB                                                             | 57    |       |
| 25. März | Hugo Huppert                        | österreichischer Lyriker, Prosaist, Essayist, Kritiker und Übersetzer                                           | 79    |       |
| 25. März | Francis Weiss                       | britischer Rauchwarenhändler und Autor                                                                          |       |       |
| 26. März | Sultan al-Atrasch                   | syrischer Revolutionär                                                                                          | 91    |       |
| 26. März | Herbert Stephenson Boreman          | US-amerikanischer Jurist und Politiker                                                                          | 84    |       |
| 26. März | Max Czopka                          | deutscher Architekt                                                                                             | 93    |       |
| 26. März | Bernhard Deermann                   | deutscher Politiker (BVP), MdR                                                                                  | 94    |       |
| 26. März | Henriëtte Laman Trip-de Beaufort    | niederländische Schriftstellerin und Historikerin                                                               | 91    |       |
| 26. März | Jean Villard                        | Schweizer Dichter, Schauspieler, Chansonnier, Komiker, Schriftsteller und Komponist                             | 86    |       |
| 27. März | Fernando Alessandri                 | chilenischer Politiker                                                                                          | 84    |       |
| 27. März | Fikri Arıkan                        | türkischer Aktivist                                                                                             | 30    |       |
| 27. März | Karl Brauer                         | deutscher Widerstandskämpfer gegen den Nationalsozialismus und SED-Funktionär                                   | 72    |       |
| 27. März | Cyril Hutchens                      | australischer Politiker                                                                                         | 78    |       |
| 27. März | Fazlur Khan                         | bangladeschisch-amerikanischer Bauingenieur                                                                     | 52    |       |
| 27. März | Vittorio Marullo di Condojanni      | italienischer Großkanzler des Malteserordens                                                                    | 74    |       |
| 27. März | Everett Riskin                      | US-amerikanischer Filmproduzent                                                                                 | 86    |       |
| 27. März | Hubert Schiffer                     | deutscher Jesuit, Wirtschaftswissenschaftler und Überlebender der Atombombe von Hiroshima                       | 66    |       |
| 27. März | Karl Weigl                          | österreichischer Politiker (SPÖ), Landtagsabgeordneter                                                          | 102   |       |
| 28. März | William Adkins                      | kanadischer Theaterkoordinator und Bühnenbildner englischer Abstammung                                          |       |       |
| 28. März | Geraldo Fernandes Bijos             | brasilianischer Ordensgeistlicher, Bischof und Erzbischof von Londrina                                          | 69    |       |
| 28. März | William Francis Giauque             | US-amerikanischer Chemiker, Nobelpreisträger für Chemie                                                         | 86    |       |
| 28. März | Louis Grodecki                      | französischer Kunsthistoriker und Autor                                                                         | 71    |       |
| 28. März | Mehmet Ali Has                      | türkischer Fußballspieler und -funktionär                                                                       | 55    |       |
| 28. März | Wilhelm Rüter                       | deutscher Schauspieler und Theaterdirektor                                                                      | 78    |       |
| 28. März | Willi Stanke                        | deutscher Bandleader, Komponist und Arrangeur                                                                   | 74    |       |
| 28. März | Hermann Worthoff                    | deutscher Kaufmann                                                                                              | 72    |       |
| 29. März | Richard Beitl                       | österreichischer Volkskundler und Autor                                                                         | 81    |       |
| 29. März | Ray Bloch                           | US-amerikanischer Chor- und Orchesterleiter, Komponist, Pianist, Arrangeur                                      | 79    |       |
| 29. März | Rudy Bond                           | US-amerikanischer Schauspieler                                                                                  | 69    |       |
| 29. März | Helene Deutsch                      | österreichisch-amerikanische Psychoanalytikerin                                                                 | 97    |       |
| 29. März | Gerhard Eis                         | deutscher Mediävist                                                                                             | 74    |       |
| 29. März | Fatty George                        | österreichischer Klarinettist und Jazzmusiker                                                                   | 54    |       |
| 29. März | Heinz-Josef Große                   | deutscher Facharbeiter, Todesopfer an der innerdeutschen Grenze                                                 | 34    |       |
| 29. März | Wilhelm Hagen                       | deutscher Sozialhygieniker, Präsident des Bundesgesundheitsamtes                                                | 88    |       |
| 29. März | Walter Hallstein                    | deutscher Politiker (CDU), MdB und Jurist                                                                       | 80    |       |
| 29. März | Edfrid Hänicke                      | deutscher Politiker (FDP)                                                                                       | 69    |       |
| 29. März | Curt Kosswig                        | deutscher Zoologe                                                                                               | 78    |       |
| 29. März | Indalecio Liévano                   | kolumbianischer Politiker, Diplomat und Historiker                                                              | 64    |       |
| 29. März | Selby Msimang                       | südafrikanischer Politiker und Aktivist                                                                         | 95    |       |
| 29. März | Carl Orff                           | deutscher Komponist und Musikpädagoge                                                                           | 86    |       |
| 29. März | Floyd Smith                         | US-amerikanischer Jazzgitarrist und Komponist                                                                   | 65    |       |
| 29. März | Charles Allen Thomas                | US-amerikanischer Chemiker                                                                                      | 82    |       |
| 29. März | Nathan F. Twining                   | US-amerikanischer General der United States Air Force                                                           | 84    |       |
| 29. März | Otto Wetzel                         | deutscher Politiker (NSDAP, NPD), MdR                                                                           | 76    |       |
| 30. März | Fritz Eberhard                      | deutscher Politiker (SPD), MdL                                                                                  | 85    |       |
| 30. März | Armando Filiput                     | italienischer Leichtathlet                                                                                      | 58    |       |
| 30. März | Sergio Grieco                       | italienischer Filmregisseur und Drehbuchautor                                                                   | 65    |       |
| 30. März | Hasan al-Hakim                      | syrischer Ministerpräsident                                                                                     |       |       |
| 30. März | Herbert Reisner                     | österreichischer Neurologe und Psychiater                                                                       | 69    |       |
| 31. März | Joe Dundee                          | US-amerikanischer Boxer italienischer Abstammung im Weltergewicht und sowohl universeller als auch NYSAC-Wel... | 78    |       |
| 31. März | Pone Kingpetch                      | thailändischer Boxer                                                                                            | 47    |       |
| 31. März | Max Kohler                          | deutscher Physiker und Hochschullehrer                                                                          | 70    |       |
| 31. März | Tonny van Lierop                    | niederländischer Hockeyspieler                                                                                  | 71    |       |
| 31. März | Paul Raethjen                       | deutscher Meteorologe, Physiker und Hochschullehrer                                                             | 85    |       |
| März     | Friedrich Köck                      | österreichischer Fußballspieler                                                                                 | 84    |       |